# Джон Волл
Джонатан Гілдред Волл (англ. Johnathan Hildred Wall; нар. 6 вересня 1990, Ралі, США) — американський професійний баскетболіст, розігруючий захисник команди НБА «Лос-Анджелес Кліпперс». Пік №1 Драфту 2010, чотириразовий учасник матчу всіх зірок НБА.

## Ранні роки
Волл ріс без батька та виховувався матір'ю. Коли йому було 8 років, вийшов з в'язниці його батько, який відбував покарання за озброєне пограбування. Через два місяці перебування свободі він помер від раку печінки, мати працювала на кількох роботах, щоб утримати Джона та його двох сестер. Все це спричинило до того, що сам Волл мав постійні проблеми в школі, пов'язані з жорстокістю та бійками, в які він був залучений.
У школі почав грати у баскетбол. Спочатку це була Гарнерська старша школа, а згодом після переїзду сім'ї назад до Ралі — Старша школа Бротона. З останньої його вигнали через проблеми з дисципліною, незважаючи на успішну гру. Волл поступив до іншої школи — Християнської школи слова Божого. Саме в цій школі у Волла поступово почали зникати проблеми з поведінкою, завдяки роботі головного тренера команди Леві Беквіза. В останньому класі школи набирав в середньому 19,7 очок, 9 асистів та 8 підбирань. До університетської кар'єри він підходив як найкращий проспект свого року в США.

## Ігрова кар'єра

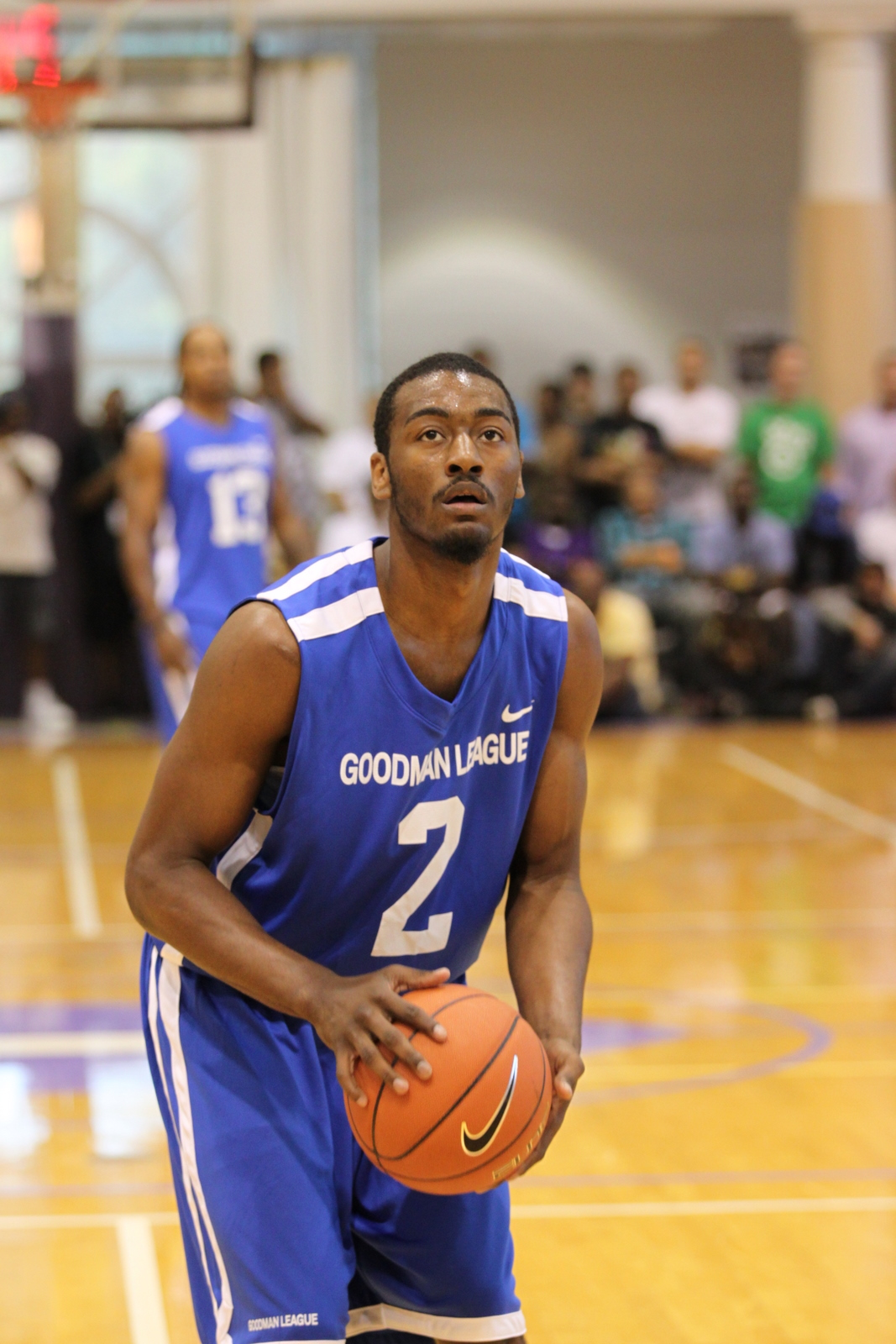
Волл у студентські роки

На університетському рівні грав за команду Кентакі (2009–2010), відмовивши таким закладам як Дьюк, Джорджия Тек та Канзас. 29 грудня 2009 року встановив рекорд «Кентакі», віддавши 16 результативних передач у матчі, що раніше не вдавалось нікому. За підсумками університетської кар'єри був названий гравцем року SEC, набираючи 16,4 очка та 6,5 асистів за гру.
2010 року був обраний у першому раунді драфту НБА під загальним 1-м номером командою «Вашингтон Візардс». Дебютував у НБА у матчі проти «Орландо Меджик», набравши 14 очок, 9 асистів та 3 перехоплення. У своїй третій грі за «Візардс» він зробив 9 перехоплень, що стало повтором рекорду команди. 10 листопада записав до свого активу перший трибл-дабл, набравши 19 очок, 10 підбирань та 13 асистів, та, додавши до нього 6 перехоплень. Він став третім наймолодшим гравцем в історії НБА, кому підкорявся трибл-дабл. 
В наступному сезоні Волл продовжив прогресувати та провів всі матчі чемпіонату в старті, набираючи 16,3 очка, 8 асистів та 4,5 підбирання.
Першу половину сезону 2012—13 Воллу довелось пропустити через травму коліна. Повернувся на майданчик лише у січні 2013 року. В цьому сезоні його показники були 18,5 очок, 7,6 результативних передач та4 підбирання.
31 липня 2013 року підписав новий п'ятирічний контракт на суму 80 млн. доларів. 30 січня 2014 року був включений до матчу всіх зірок, як запасник гравець. 15 лютого 2014 року після проведення конкурсу слем-данків, Волла було вибрано як найкращого данкера. У цьому сезоні набирав в середньому 19,3 очка, 8,8, асистів та 4,1 підбирання, що допомогло «Візардс» пробитися до плей-оф вперше за шість років. В першому раунді вони здолали «Чикаго Буллз», однак поступили в наступному «Індіана Пейсерз».
8 грудня 2014 року у матчі проти «Бостон Селтікс» Волл набрав 26 очок при 17 результативних передачах, які стали його особистим рекордом 22 січня 2015 був названий стартовим гравцем команди Сходу у матчі всіх зірок 2015. 3 квітня, у матчі проти «Нью-Йорк Нікс» роздав рекордні для себе 18 асистів. Команда знову вийшла до плей-оф, де спочатку обіграла «Торонто Репторз», проте поступилась «Атланта Гокс» у наступному раунді.

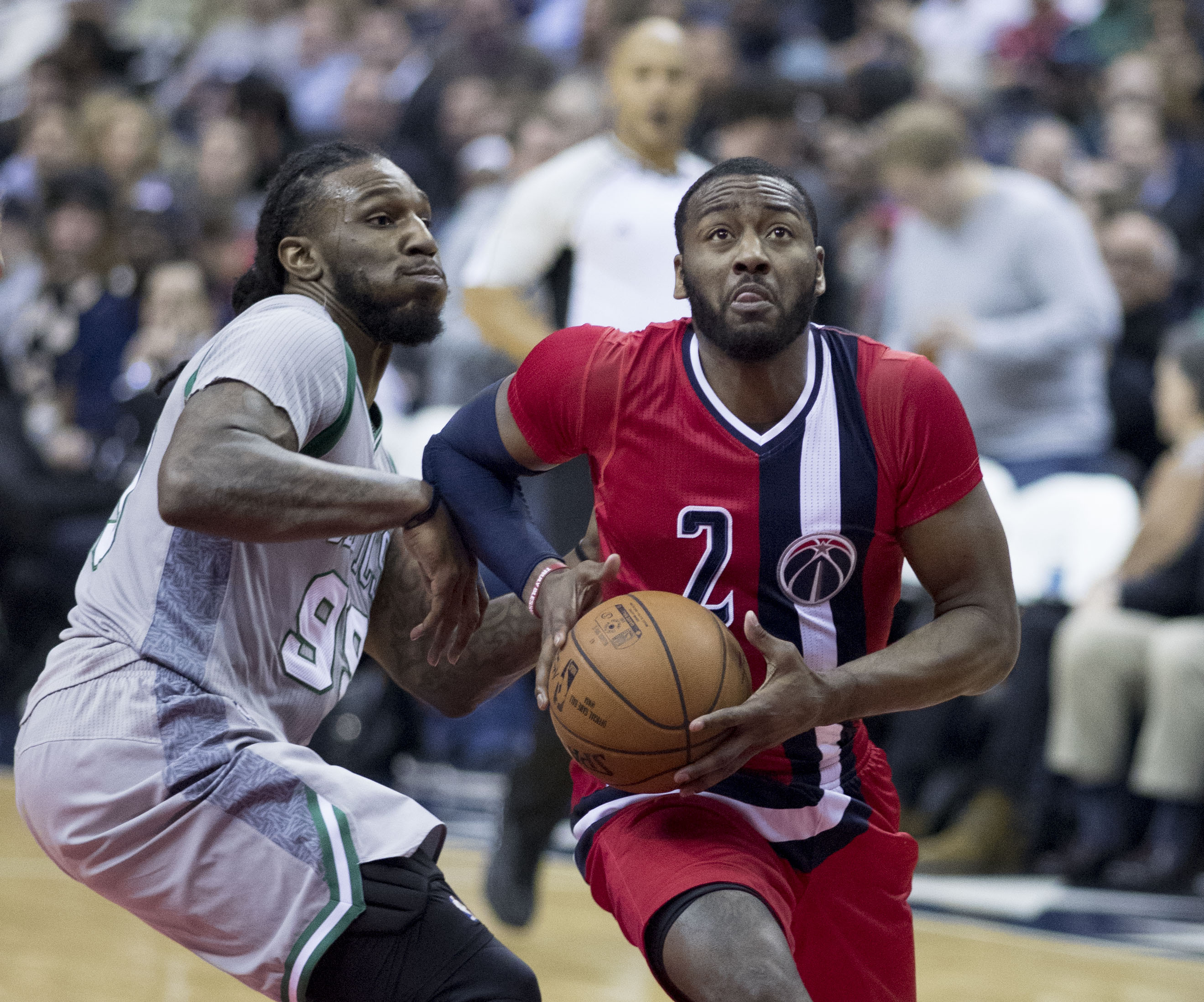
Волл іде в прохід проти «Бостон Селтікс» у 2017.

У грудні 2015 року був названий гравцем місяця Східної конференції НБА.
7 листопада 2016 року обійшов Веса Анселда за кількістю передач в історії «Вашингтон Візардс», подолавши позначку у 3,822 асистів та ставши лідером за цим показником. 6 грудня 2016 року підняв свою планку результативності, набравши 52 очки у матчі проти «Орландо Меджик». 14 грудня у матчі проти «Шарлотт Горнетс» зробив сім перехоплень, ставши найкращим в історії «Візардс» за цим показником та обійшовши Грега Балларда. Згодом був названий гравцем грудня Східної Конференції. У січні 2017 року був названий резервним гравцем складу Східної Конференції матчу всіх зірок. 17 березня оновив свій рекорд передач за матч, зробивши 20 у матчі проти «Чикаго Буллз». «Візардс» пробилися до плей-оф, де у першому раунді обіграли «Атланта Гокс», але поступились у наступному раунді «Бостон Селтікс» 3—4, незважаючи на хороші цифри від Волла.

## Статистика виступів

### Коледж
| Сезон   | Команда | GP | GS | MPG  | FG%  | 3P%  | FT%  | RPG | APG | SPG | BPG | PPG  |
| ------- | ------- | -- | -- | ---- | ---- | ---- | ---- | --- | --- | --- | --- | ---- |
| 2009–10 | Кентакі | 37 | 37 | 34.8 | .461 | .325 | .754 | 4.3 | 6.5 | 1.8 | .5  | 16.6 |

### Регулярний сезон
| Сезон              | Команда             | GP  | GS  | MPG  | FG%  | 3P%  | FT%   | RPG | APG  | SPG | BPG | PPG  |
| ------------------ | ------------------- | --- | --- | ---- | ---- | ---- | ----- | --- | ---- | --- | --- | ---- |
| 2010–11            | «Вашингтон Візардс» | 69  | 64  | 37.8 | .409 | .296 | .766  | 4.6 | 8.3  | 1.8 | .5  | 16.4 |
| 2011–12            | «Вашингтон Візардс» | 66  | 66  | 36.2 | .423 | .071 | .789  | 4.5 | 8.0  | 1.4 | .9  | 16.3 |
| 2012–13            | «Вашингтон Візардс» | 49  | 42  | 32.7 | .441 | .267 | .804  | 4.0 | 7.6  | 1.3 | .8  | 18.5 |
| 2013–14            | «Вашингтон Візардс» | 82  | 82  | 36.3 | .433 | .351 | .805  | 4.1 | 8.8  | 1.8 | .5  | 19.3 |
| 2014–15            | «Вашингтон Візардс» | 79  | 79  | 35.9 | .445 | .300 | .785  | 4.6 | 10.0 | 1.7 | .6  | 17.6 |
| 2015–16            | «Вашингтон Візардс» | 77  | 77  | 36.2 | .424 | .351 | .791  | 4.9 | 10.2 | 1.9 | .8  | 19.9 |
| 2016–17            | «Вашингтон Візардс» | 78  | 78  | 36.4 | .451 | .327 | .801  | 4.2 | 10.7 | 2.0 | .6  | 23.1 |
| Усього за кар'єру  | Усього за кар'єру   | 500 | 488 | 36.1 | .433 | .321 | .791  | 4.4 | 9.2  | 1.7 | .6  | 18.8 |
| В іграх усіх зірок | В іграх усіх зірок  | 4   | 1   | 21.2 | .612 | .333 | 1.000 | 4.2 | 4.5  | 2.2 | .0  | 16.2 |

### Плей-оф
| Сезон             | Команда             | GP | GS | MPG  | FG%  | 3P%  | FT%  | RPG | APG  | SPG | BPG | PPG  |
| ----------------- | ------------------- | -- | -- | ---- | ---- | ---- | ---- | --- | ---- | --- | --- | ---- |
| 2014              | «Вашингтон Візардс» | 11 | 11 | 38.2 | .366 | .219 | .765 | 4.0 | 7.1  | 1.6 | .7  | 16.3 |
| 2015              | «Вашингтон Візардс» | 7  | 7  | 39.0 | .391 | .176 | .846 | 4.7 | 11.9 | 1.4 | 1.4 | 17.4 |
| 2017              | «Вашингтон Візардс» | 13 | 13 | 39.0 | .452 | .344 | .839 | 3.7 | 10.3 | 1.7 | 1.2 | 27.2 |
| Усього за кар'єру |                     | 31 | 31 | 38.7 | .414 | .282 | .815 | 4.0 | 9.5  | 1.6 | 1.1 | 21.1 |